# Sylve Bengtsson
Sylve Bengtsson (Halmstad, 2 luglio 1930 – 30 aprile 2005) è stato un allenatore di calcio e calciatore svedese, di ruolo attaccante.

## Biografia
Oltre a giocare a calcio, visto che negli anni cinquanta e sessanta il campionato svedese era dilettantistico, per vivere lavorava come fornaio e pasticcere.

## Carriera

### Giocatore

#### Club
Nel 1950 è stato finalista perdente di Coppa di Svezia con la maglia dell'Helsingborg. Nel 1956 è stato capocannoniere del campionato svedese, segnando 22 gol in 22 partite con la maglia dell'Halmstad, squadra di cui è uno dei migliori marcatori di tutti i tempi. Complessivamente in carriera ha segnato più di 100 gol nella massima serie svedese.

#### Nazionale
Con la sua nazionale ha vinto una medaglia di bronzo ai Giochi Olimpici di Helsinki 1952.

### Allenatore
Ha allenato per due stagioni l'Halmstad, con cui ha anche vinto un campionato si seconda serie, e per una stagione il Laholms FK.